# Provincia de Isla de Pascua

Provinsens flagga (ej officiell)

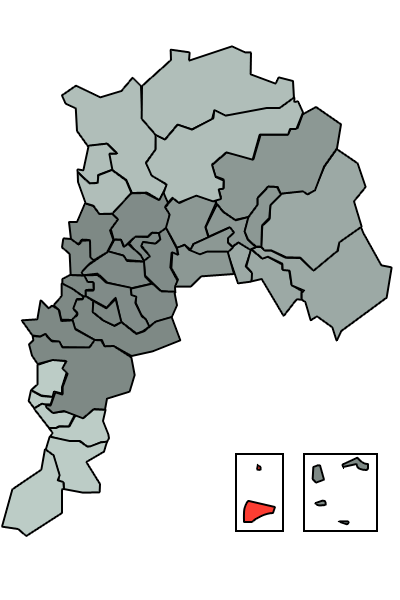
Karta över Påskön provinsen

Provincia de Isla de Pascua (Påsköns provins) är en provins i Chile. Den tillhör Valparaísos region. Den har en area på 163,6 km² och 3 791 invånare. Förutom Påskön tillhör ön Isla Sala y Gómez provinsen, som består av kommunen Isla de Pascua.
Huvudstaden är Hanga Roa.